# Zumbidor-guatemalteco
O zumbidor-guatemalteco, beija-flor-de-garganta-de-vinho ou colibri-de-elliot (Selasphorus ellioti) é uma espécie de beija-flor da tribo Mellisugini da subfamília Trochilinae, os "beija-flores de abelhas". Encontra-se em El Salvador, Guatemala, Honduras e México.

## Taxonomia e sistemática
O Comitê Ornitológico Internacional (IOC), o Comitê de Classificação Norte-Americana da Sociedade Ornitológica Americana e a taxonomia de Clements colocam o beija-flor-de-garganta-de-vinho no gênero Selasphorus. O Handbook of the Birds of the World (HBW) da BirdLife International o coloca no gênero Atthis. Os três sistemas taxonômicos mundiais atribuem duas subespécies, as nominais S. e. ellioti / A. e. ellioti e S. e. selasphoroides / A. e. selasphoroides.

## Descrição
O beija-flor-de-garganta-de-vinho tem de 6,5 cmt a 7 cm de comprimento. As fêmeas pesam de 2 a 4 gramas; os pesos dos machos não estão documentados. Ambos os sexos de ambas as subespécies têm um bico curto, direito e preto e uma pequena mancha branca atrás do olho.
Os machos da subespécie nominal têm partes superiores verdes. Seu gorget é rosa brilhante com reflexos violetas, e suas penas traseiras mais longas se alargam para fora e para trás. Os flancos são uma mistura de canela e verde e o resto das partes inferiores são esbranquiçadas. O par central de penas da cauda é verde com alguns ruivos na base. O resto das penas da cauda são ruivos com uma larga faixa preta perto do final; o par mais externo tem pontas brancas. A fêmea nomeada também tem partes superiores verdes. O queixo e a garganta são brancos com muitas manchas escuras. A parte superior do peito é branca, o centro da barriga esbranquiçado, e os flancos e abrigos inferiores são canela. A cauda é mais preta e menos ruiva que a do macho, e as pontas das penas externas são mais canela do que brancas.
Subespécie S. e. selasphoroides é ligeiramente menor que o nominal. A plumagem dos machos é semelhante à do nominal. No entanto, a sua gargabda não tem azul ou violeta e até parece verde em alguns ângulos, as partes inferiores são mais amarelas do que brancas e as pontas das penas externas da cauda são amarelas. A fêmea tem manchas metálicas menores na garganta, os flancos e as coberturas da cauda são amarelos, e as pontas das penas internas da cauda são escuras e as externas são amarelas.

## Distribuição e habitat
A subespécie nominal de beija-flor-de-garganta-de-vinho é a mais setentrional. É encontrado no estado de Chiapas, no sul do México, e em grande parte da Guatemala. S. e. selasphoroides é encontrado no oeste de Honduras e no norte de El Salvador. A espécie habita várias paisagens montanhosas, incluindo os interiores, bordas e clareiras de pinheiros semi-úmidos a úmidos e florestas perenes, e também matagais adjacentes. Em altitude varia entre 1500 e 3500 metros.

## Comportamento

### Alimentando
O beija-flor-de-garganta-de-vinho procura néctar em uma variedade de plantas com flores, embora faltem detalhes de sua dieta. Alimenta-se em todos os níveis da vegetação, mas favorece as alturas baixas a médias; paira para alimentar. Supõe-se que também coma pequenos artrópodes.

### Reprodução
Os beija-flores-de-garganta-de-vinho machos exibem-se para as fêmeas em leks dispersos, onde cantam de um galho exposto. A época de nidificação da espécie não foi documentada, mas pode se estender de agosto a fevereiro. Quase nada mais se sabe sobre sua fenologia reprodutiva.

### Sons vocais e não vocais
O canto do beija-flor com garganta de vinho é "uma série de lascas altas, levemente barulhentas e estridentes que se transformam em um gorjeio". Também produz "fichas altas, finas e afiadas, muitas vezes repetidas de forma constante, gole-sip... ou cheup cheup..., etc." As asas do macho fazem um som de "batida" ao pairar para se alimentar e também durante encontros agonísticos com outros machos.

## Status
A IUCN avaliou o beija-flor-de-garganta-de-vinho como sendo de menor preocupação. Tem uma grande distribuição e uma população estimada entre 20.000 e 50.000 indivíduos maduros. No entanto, acredita-se que este último esteja diminuindo. O governo mexicano o considera Ameaçado porque seu habitat florestal de terras altas está sob pressão de desmatamento para agricultura e pastagem.